# Mali
 Ovo je glavno značenje pojma Mali. Za druga značenja pogledajte Mali (razdvojba).
Mali je država u zapadnoj Africi, bez izlaza na more. Graniči na zapadu sa Senegalom, na sjeverozapadu s Mauritanijom, na sjeveroistoku s Alžirom, na jugoistoku s Nigerom te na jugu s Burkinom Faso, Bjelokosnom Obalom, i Gvinejom. Sjeverni dio zemlje čini pustinja Sahara, a južnim, u kojem živi većina stanovništva, protječu velike istočnoafričke rijeke Niger i Senegal.

## Povijest
Od 10. do 18. stoljeća na području današnjeg Malija nastala su, jedno za drugim, tri velika trgovačka carstva: Gana, Mali i Songhai. Središte im je bio Timbuktu, centar prekosaharske trgovine i visokog obrazovanja.
U 1880-ima Mali su osvojili Francuzi i koloniju prozvali Francuski Sudan. U vrijeme stjecanja neovisnosti 1960. zemlja je sa Senegalom činila Malijsku Federaciju, koja je ubrzo razvrgnuta. Prvi predsjednik bio je Modibo Keita. Do 1991. Malijem su vladali jednostranački i vojni režimi, a te su godine održani prvi višestranački izbori. Godine 2002. došlo je do prve demokratske smjene vlasti kada je na predsjedničkim izborima neovisni kandidat Amadou Toumani Touré pobijedio kandidata dotada vladajuće stranke Malijskog saveza za demokraciju (ADEMA).
Treći rat za neovisnost Azavada u pola stoljeća je počeo nakon rata u Libiji kada je oboren Moamer Gadafi koji je bio garant mira sklopljenog 2009. godine. Rat za neovinost je formalno počeo 17. siječnja 2012., a već 6. travnja 2012. Nacionalni pokret za oslobođenje Azavada (MNLA), čije snage kontroliraju najveći dio područja, je na svojoj internetskoj stranici objavio odgovarajući tekst o "nepovratnoj" neovisnosti od Malija. Od tada MNLA pod svojom kontrolom drži pokrajine Timbuktu, Kidal, Gao i dijelove pokrajine Mopti, koji su međuanarodno priznati kao dijelovi Republike Mali. Azavad još nije dobio ničije međunarodno priznanje.

## Zemljopis
Reljef zemlje uglavnom je ravan ili brežuljkast. Na sjeveroistoku se izdiže masiv Iforas, nastavak alžirske visoravni Hoggar, a na jugozapadu dio gvinejske visoravni Fouta Djallon. Zemlja se dijeli na tri klimatsko-vegetacijske zone: Saharu na sjeveru, prijelazno područje sahel s vegetacijom otpornom na dugotrajnu sušu, te sudansku zonu na jugu, u kojoj je količina oborina veća, a biljni pokrov obilniji.

## Regije
Mali je podijeljen u osam regija i distrikt glavnog grada Bamakoa:
- Distrikt Bamakoa
- Gao
- Kayes
- Kidal
- Koulikoro
- Mopti
- Ségou
- Sikasso
- Tombouctou

## Stanovništvo
Najbrojnije etničke skupine su Mande (narodi Bambara, Malinke, Solinke i drugi, 50 %), Peul (Fulani, 17 %), voltski narodi (12 %) i Songhai (6 %). Jezik Bambara koristi se za međusobnu komunikaciju, a francuski uglavnom u urbanim sredinama.
Islam je religija 90 % stanovništva. Oko 9 % su pripadnici domaćih vjera (najviše među voltskim narodima, Malinkama i Bambarama).

## Gospodarstvo
Mali je siromašna, uglavnom poljoprivredna zemlja, s gospodarskom aktivnošću koncentriranom u navodnjenim područjima rijeke Niger. Oko 10 % stanovništva su nomadski stočari, ostali se bave ratarstvom i ribarstvom. Izvozi se pamuk, a u porastu je vađenje zlata. BDP je za 2004. procijenjen na oko 900 USD po stanovniku, mjereno po PPP-u.

## Vanjske poveznice
- Službena stranica  Arhivirana inačica izvorne stranice od 9. lipnja 2020. (Wayback Machine) (fr.) (pristupljeno: 29. rujna 2020.)